# Jack Reed
John Francis "Jack" Reed (Cranston, 12 de noviembre de 1949) es un senador por el Partido Demócrata de los Estados Unidos por el estado de Rhode Island.

## Biografía y familia
Reed nació en 1949 en Cranston, Rhode Island, hijo de Joseph Reed y Mary Monahan. Reed ha vivido en Rhode Island durante toda su vida. Se graduó de la Academia "La Salle Academy" en Providence y estudió en la "United States Military Academy" (Academia Militar de los Estados Unidos) en West Point, New York, donde recibió el título de Bachiller en Ciencias el año 1971. Luego de su graduación estudio en el Colegio de Gobierno John F. Kennedy (School of Government) en Harvard University, donde recibió un Máster en Políticas Públicas.
Contrajo matrimonio con profesional asistente del Senado, Julia Hart en una ceremonia católica en la capilla de la Academia Militar de Estados Unidos en el campus de West Point, New York el 6 de abril de 2005.

## Derecho y política
Reed renunció a la armada en 1979 siendo capitán y se matriculó en La Facultad de Derecho de Harvard (Harvard Law School). En 1982, se graduó y trabajo como asociado en la firma "Sutherland, Asbill and Brennanhe" en Washington, D. C. Luego trabajo en Rhode Island y se unió a la firma "Edwards and Angell", una firma de derecho ubicada en Providence. Reed fue elegido como senador de su estado en 1984 y sirvió en ello por tres períodos. En 1990, Reed fue elegido para ser miembro de la Cámara de Representantes. En los siguientes seis años Reed se dio a conocer por su posición respecto a la educación y a la salud.

## Senador por Rhode Island desde 1997
En 1996, Reed se presentó al Senado para suceder al Senador Claiborne Pell que había anunciado su retirada. Reed ganó la elección, y sería reelegido en 2002. Pronto se unió al sector más progresista del Senado, y el Americans for Democratic Action lo describió como un "héroe" por desarrollar uno de los historiales más progresistas del Senado.
Es miembro del Comité de Servicios Armados; el Comité de Banca, Vivienda y Asuntos Urbanos; el Comité de Sanidad, Educación y Trabajo; y el Comité de Asignaciones. Ha trabajado para asegurar financiación federal para programas de desarrollo comunitario en su estado; ha patrocinado legislación para asignar más oficiales de policía a las calles, y leyes de control de armas; también ha apoyado el incremento del tamaño de las Fuerzas Armadas.

## Vida personal
Está casado con Julia Hart y tiene una hija. Es católico.